# Edmond Tudor (1499-1500)
Pour les articles homonymes, voir Edmond Tudor.
Titre
Duc de Somerset
21 février 1499 – 19 juin 1500
Edmond Tudor (21 février 1499 – 19 juin 1500) était le troisième fils d'Henri VII d'Angleterre et de son épouse Élisabeth d'York.
Edmond est créé duc de Somerset dès sa naissance. Il est baptisé le 24 février 1499. 
Il vit avec ses sœurs Marguerite Tudor (plus tard reine d'Écosse) et Marie Tudor (plus tard reine de France) et son frère Henri (le futur Henri VIII). 
Edmond meurt subitement en juin 1500, à l'âge de 15 mois. Il est enterré à l'abbaye de Westminster. Le duc de Buckingham est nommé chef du cortège funèbre de son enterrement.